# S-75 Dvina

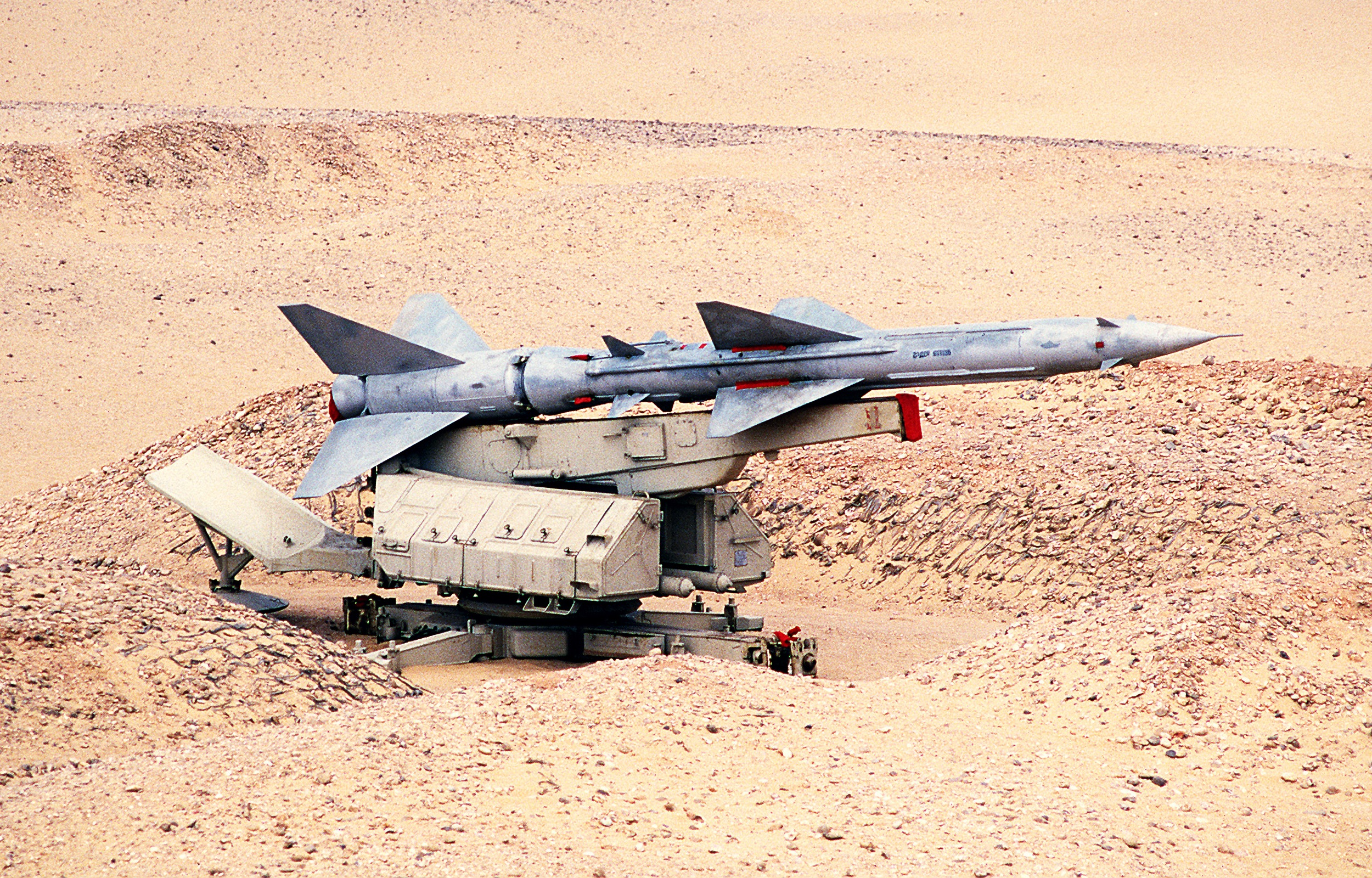
S-75 Dvina egyptské armády

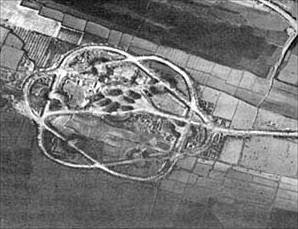
Severovietnamská základna s raketami S-75. Typický šestiúhelníkový tvar byl ze vzduchu lehce rozpoznatelný. Z tohoto důvodu od něho Vietnamci později upustili.

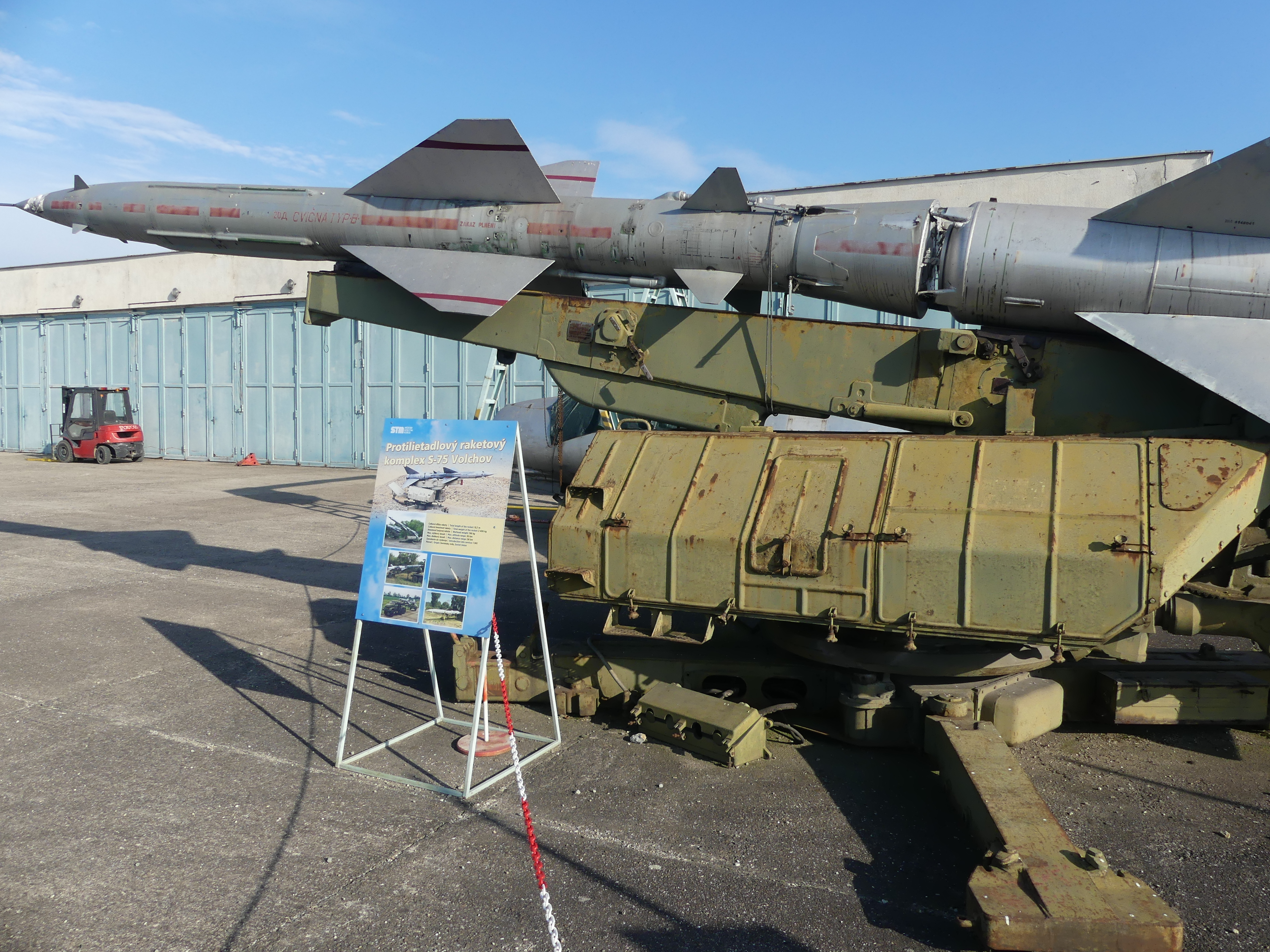
Protiletadlový raketový komplex S-75 Volchov v Muzeu letectví Košice.

S-75 Dvina (v kódu NATO: "SA-2 Guideline") je protiletadlový raketový systém vyvinutý v 50. letech v SSSR. Ještě v dnešní době zůstává ve službě a je jedním z nejrozšířenějších a používaných systémů protivzdušné obrany vůbec.
Prvním sestřelem dosaženým S-75 bylo zničení tchajwanského výškového průzkumného stroje Martin RB-57D Canberra čínskou obsluhou nedaleko Pekingu 7. října 1959.
Známým se systém S-75 stal po sestřelení amerického špionážního letounu U-2 1. května 1960 nad územím SSSR. Stroj pilotovaný Francisem Gary Powersem byl při špionážní misi, jejímž cílem bylo vyfotografovat několik stanovišť mezikontinentálních balistických střel, kosmodrom Bajkonur a závod na zpracování plutonia v okolí Čeljabinsku, sestřelen jižně od Sverdlovska. Pilot přežil a byl zajat. Ačkoliv americký letoun zasáhla už jedna z prvních střel S-75, tento zásah nebyl detekován a celkem bylo vypáleno 14 protiletadlových raket. Kvůli chybě v komunikaci s řídicím centrem zasáhla raketa i sovětský stroj MiG-19, jehož pilot nepřežil - k zastavení U-2 byly toho dne vyslány i stroje MiG-19 a Su-9, jejichž piloti měli rozkaz zastavit americký stroj i za cenu srážky s vlastním letounem. Američané až do tohoto dne předpokládali, že letová hladina U-2 je mimo dosah všech protiletadlových zbraní.
27. října 1962, během kubánské raketové krize, byl prostřednictvím S-75 sestřelen další U-2, pilotovaný majorem USAF Rudolfem Andersonem, který nepřežil.
Od roku 1965 byly komplety S-75 dodávány do Severního Vietnamu, včetně tajné účasti týmů sovětských "poradců" (od dubna 1965 do května 1967 se jich zde vystřídalo celkem 2 266) a záhy bylo zaznamenáno ve Vietnamské válce vysoké množství sestřelů amerických letadel, které byly dosud zbraněmi Severního Vietnamu prakticky nezranitelné a to včetně těžkých strategických bombardérů B-52.
Začátkem 80. let 20. století začaly být systémy S-75 v sovětské armádě nahrazovány systémem S-300 (v kódu NATO SA-10 Grumble).